# Giuseppe Franchi Maggi
Giuseppe Franchi Maggi detto Peppino (Pavia, 15 settembre 1890 – Pont-Arcy, 29 settembre 1918) è stato un militare italiano.
Tenente del 1º Reggimento del genio, cadde in combattimento sul fronte francese durante la prima guerra mondiale e venne insignito della medaglia d'oro al valor militare alla memoria.

## Biografia
Nacque a Pavia il 15 settembre 1890, figlio di Emilio e Bianca Casorati. Studiò al Liceo classico Ugo Foscolo e si laureò in Ingegneria presso il Regio Istituto Tecnico Superiore (il futuro Politecnico di Milano) nel settembre 1912. Divenne poi assistente di topografia presso lo stesso Politecnico, venendo chiamato a prestare servizio militare nel Regio Esercito, assegnato all'arma del Genio, il 20 luglio 1913. Nel dicembre dello stesso anno venne posto in congedo illimitato provvisorio. Con l'approssimarsi dell'entrata in guerra del Regno d'Italia fu richiamato in servizio attivo all'atto della mobilitazione generale del maggio 1915, con il grado di sottotenente di complemento, assegnato alla 16ª Compagnia zappatori del 1º Reggimento del genio. Il suo reparto fu schierato sul fronte del Trentino ed egli prese parte a numerose azioni per l'apertura di varchi nelle trincee nemiche con pinze tagliafili e tubi di gelatina. Durante un'azione compiuta a Bosco di Varagna il 25 agosto riportò una grave ferita al braccio sinistro con conseguente parziale amputazione dell'arto e per questo fatto fu decorato con una Medaglia di bronzo al valore militare. Sebbene non più abile a prestare servizio al fronte, rifiutò il congedo e chiese di ritornare in servizio nelle prime linee. Promosso al grado di tenente nel maggio 1916, gli fu assegnato il comando della 100ª Compagnia del 1º Reggimento del genio, combattendo in Carnia, sul fronte dell'Isonzo, e sulla Bainsizza fino al mese di novembre, quando venne ricoverato in ospedale.
Rientrato in servizio attivo nel marzo del 1917, rimase nelle retrovie fino all'aprile del 1918, quando partì per la Francia in seno al II Corpo d'armata del generale Alberico Albricci. Chiamato a prestare servizio presso il comando dell'8ª Divisione, si distinse durante l'offensiva tedesca del luglio successivo, quando compì una spericolata ricognizione per la quale gli venne conferita la Croix de guerre dal governo francese. Assegnato in veste di ufficiale di collegamento con il 20º Reggimento di fanteria, ricevette l'incarico di verificare se le truppe nemiche avessero abbandonato le loro posizioni sulla riva sinistra del fiume Aisne. All'alba del 29 settembre si portò in prima linea e, al comando di un nucleo di arditi della 3ª Compagnia del I Battaglione, si posizionò sull'argine a est di Pont-Arcy alla ricerca di un guado per effettuare l'attraversamento. Mentre, ritto in piedi, cercava con lo sguardo la migliore posizione per guadare il fiume, cadde colpito a morte da una raffica di mitragliatrice. Il 30 settembre la sua salma venne inumata, con una solenne cerimonia, presso il cimitero di Ferme de Chery-Chartreuve.
Alla sua memoria venne concessa dapprima la Medaglia d'argento al valor militare, successivamente convertita in Medaglia d'oro.
La sua città natale lo ha onorato intitolandogli una via, così come il comune di Rozzano.

### Periodici
- Il Tenente Franchi Maggi Giuseppe, in UNUCI, n. 3/4, Roma, Unione Nazionale Ufficiali in Congedo Italiani, marzo-aprile 2009,  pp. 13-14.